# ميشيل كوزينسكي
ميشيل كوزينسكي (بالإنجليزية: Michelle Kosinski)‏ هي صحفية أمريكية، ولدت في 29 أكتوبر 1973 في Willingboro Township, New Jersey ‏ في الولايات المتحدة.